# Francouzská kolonizace Texasu

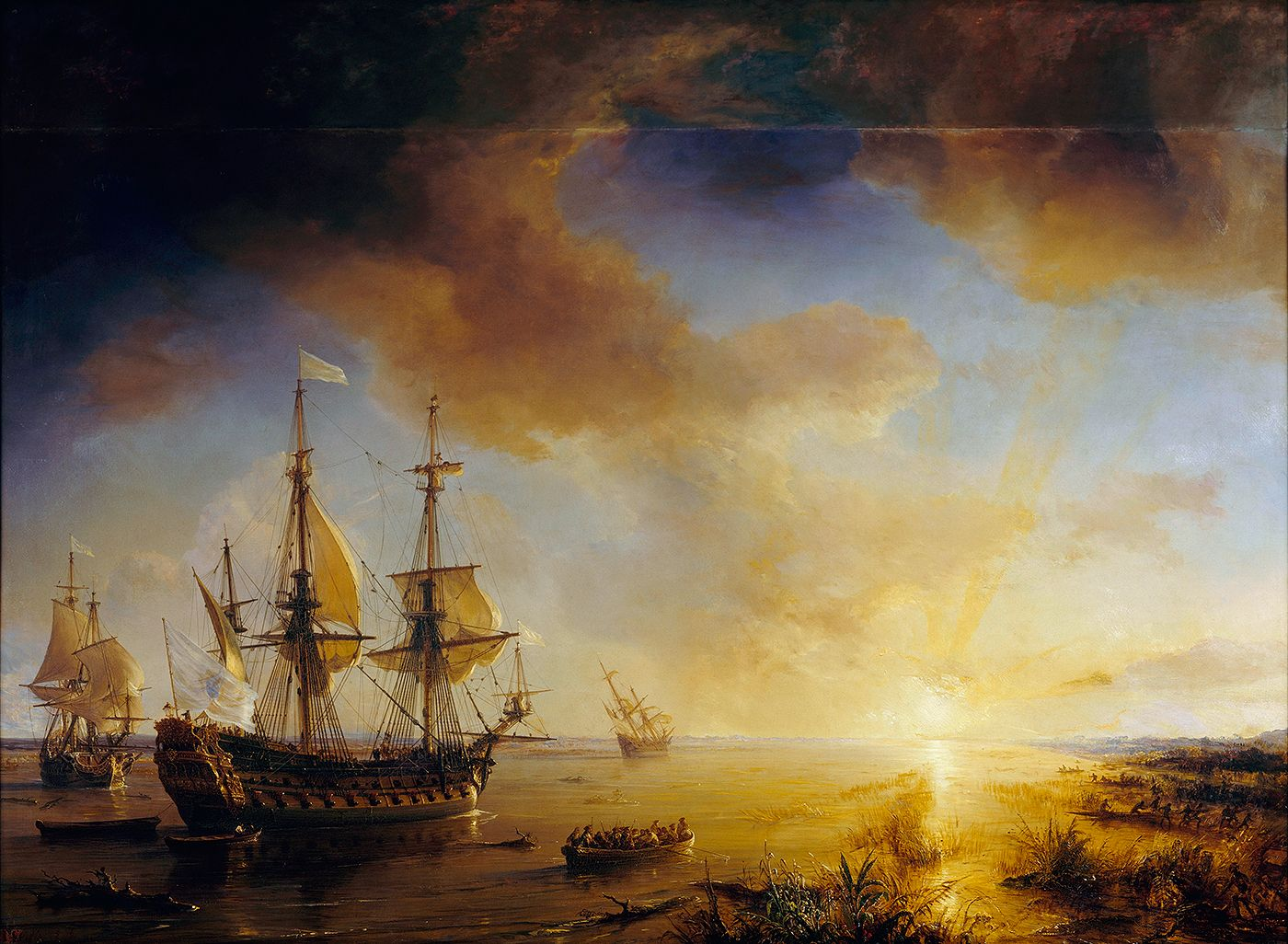
La Salleova expedice do Louisiany v roce 1684, malba z roku 1844 od Théodora Gudineho. Nalevo se nachází La Belle, uprostřed je Le Joly a v dálce napravo lze spatřit L'Aimable uvízlou v písčině

Francouzská kolonizace Texasu začala v roce 1685 zřízením pevnosti na území dnešního jihovýchodního Texasu poblíž říček Arenosa a Garcitas u zátoky Matagorda. Její zakladatel, francouzský průzkumník René Robert Cavelier de La Salle měl v úmyslu zřídit kolonii u ústí řeky Mississippi, ale nepřesné mapy a chyby v navigaci způsobily, že jeho lodě místo toho zakotvily 640 km na západ, a sice u pobřeží dnešního Texasu. Kolonie fungovala až do roku 1688 a nedaleko pevnosti dnes leží město Inez. Během své krátké existence čelila mnohým obtížím, včetně indiánských nájezdů, epidemií a nedostatku zásob. La Salle vedl z této základny několik expedic s cílem najít řeku Mississippi, což se mu sice nepodařilo, ale namísto toho alespoň prozkoumal velkou část Rio Grande a části východního Texasu.
Během jedné z jeho nepřítomností v roce 1686 nakonec ztroskotala i poslední loď kolonie a osadníci tak nebyli schopni získat zdroje z francouzských území v Karibiku. Když se podmínky v kolonii ještě více zhoršily, La Salle si uvědomil, že kolonie by mohla přežít pouze s pomocí francouzských osad v zemi Illinois na severu okolo řek Mississippi a Illinois. Jeho poslední expedice skončila u řeky Brazos počátkem roku 1687, kdy byl během vzpoury spolu s pěti dalšími muži zavražděn. Přestože hrstka mužů nakonec do země Illinois dorazila, pomoc se k pevnosti nikdy nedostala. Většina zbývajících členů kolonie byla zabita během nájezdu Karankawů na konci roku 1688. Přežily pouze čtyři děti, které byly zajaty a osvojeny indiány. Ačkoli kolonie existovala jen tři roky, položila základ nároku Francie na oblast, na níž se nyní rozprostírá stát Texas. Počátkem 19. století toto území nárokovaly Spojené státy americké coby součást smlouvy o koupi Louisiany, avšak neuspěly.
Španělsko se o misi La Sallea dozvědělo v roce 1686. Španělská koruna financovala několik výprav s cílem nalezení a zničení francouzské osady, jelikož se obávala, že tato kolonie může ohrozit kontrolu Španělska nad místokrálovstvím Nového Španělska a neuspořádanou jihovýchodní oblastí Severní Ameriky. Přestože se během těchto výprav nepodařilo kolonii nalézt, tažení pomohla Španělsku lépe porozumět geografii pobřežních oblastí Mexického zálivu. Když Španělé konečně v roce 1689 objevili pozůstatky francouzského osídlení a pevnosti, opuštěné budovy vypálili a nalezená děla zahrabali. O 33 let později, v roce 1722, postavily španělské úřady na stejném místě vlastní pevnost (presidio). Po následném opuštění této pevnosti bylo místo francouzského osídlení na dlouhou dobu zapomenuto. Pevnost byla znovu objevena až v roce 1996 na základě historického bádání a stala se archeologickým nalezištěm. V roce 1995 byla lokalizována také loď La Belle v zátoce Matagorda. Několik částí lodního trupu zůstalo prakticky nedotčeno. Archeologové postavili kolem lodi ochrannou hráz, která jim umožnila provést průzkum v suchých podmínkách. Šlo o první takovou hráz v Severní Americe použitou k vyzvednutí lodi. V roce 2000 vykopávky odhalily tři původní stavby pevnosti a hroby tří Francouzů.

## La Salleovy expedice

### První expedice

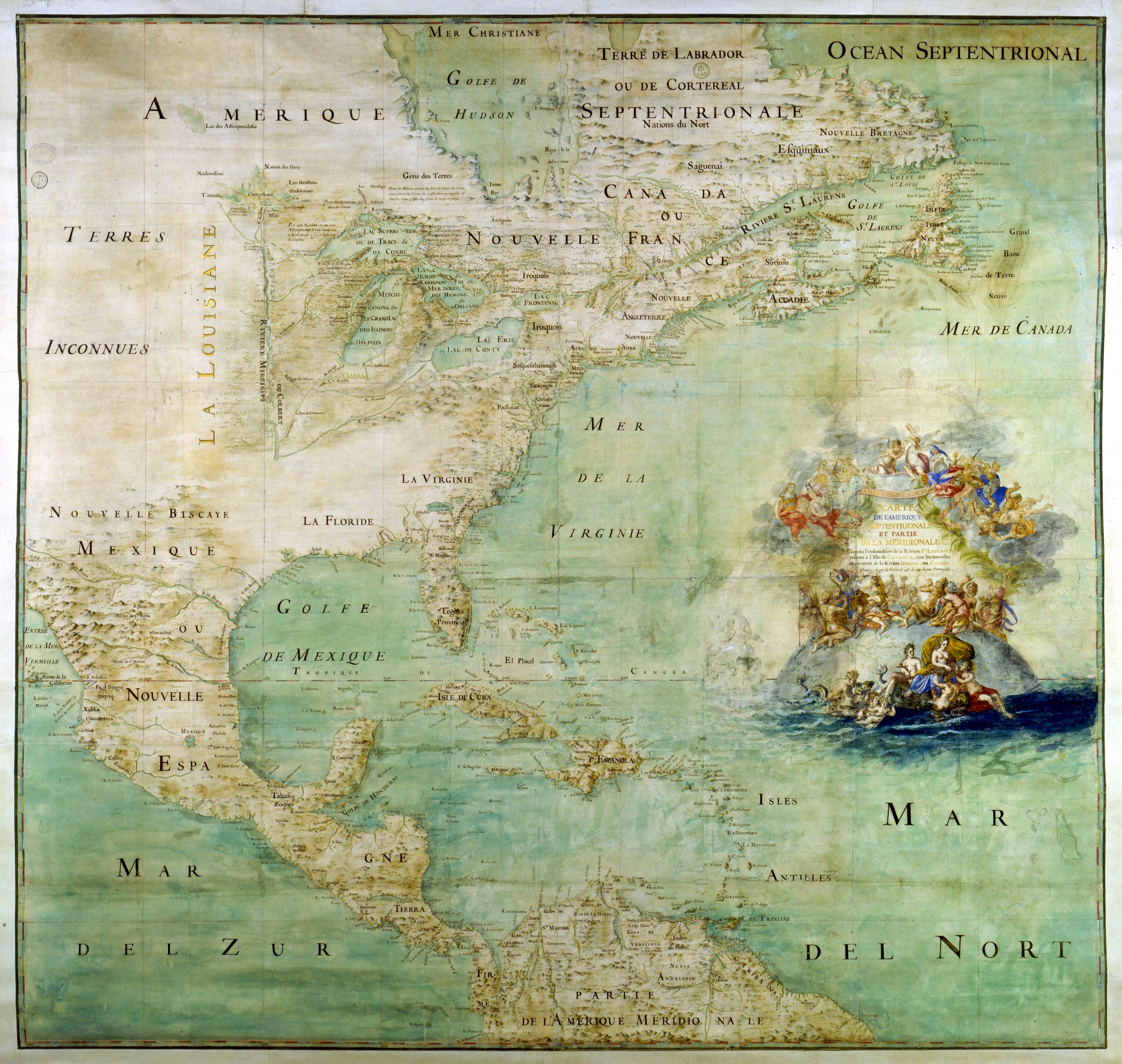
Mapa z roku 1681 ukazuje, jak kartograf Claude Bernou viděl Severní Ameriku předtím, než La Salle překročil řeku Mississippi. Rio Grande je uvedeno jako Rio Bravo a mapa ukazuje nedostatek znalostí o geografii Texasu.

Na konci 17. století si velkou část Severní Ameriky nárokovaly evropské země. Španělsko si nárokovalo Floridu i současné Mexiko a velkou část jihozápadní části kontinentu. Ze severního a centrálního pobřeží Atlantiku se stalo Třináct kolonií a Nová Francie zahrnovala většinu dnešní východní Kanady i centrální zemi Illinois. Francouzi se obávali, že jejich kolonie jsou zranitelné vůči možnému útoku sousedních kolonií a v roce 1681 proto zahájil francouzský šlechtic Robert Cavelier de La Salle expedici po řece Mississippi z Nové Francie. Původně doufal, že objeví cestu k Tichému oceánu, ale místo toho našel cestu do Mexického zálivu. Přestože Hernando de Soto prozkoumal a zabral tuto oblast pro Španělsko už 140 let předtím, La Salle prohlásil 9. dubna 1682 údolí řeky Mississippi za území francouzského krále Ludvíka XIV. a pojmenoval ho na jeho počest jako Louisiana.
Kdyby Francie nezaložila základnu v ústí Mississippi, mělo by Španělsko příležitost ovládnout celý Mexický záliv a potenciálně představovat hrozbu pro jižní hranice Nové Francie. La Salle se domníval, že řeka Mississippi byla blízko východního okraje Nového Španělska. Po svém návratu do Francie v roce 1684 navrhl koruně zřízení kolonie u ústí řeky. Ta by mohla poskytnout zázemí pro šíření křesťanství mezi domorodými národy a také vhodné místo pro útok na španělskou provincii Nueva Vizcaya. Její dobytí by potom umožnilo získat kontrolu nad tamními lukrativními stříbrnými doly. La Salle tvrdil, že malý počet Francouzů by mohl úspěšně napadnout Nové Španělsko spojením s některými z více než 15 000 domorodých Američanů, kteří byli rozlícení španělským zotročením. Poté, co Španělsko v říjnu 1683 vyhlásilo Francii válku, král Ludvík La Sallův plán podpořil. Měl se vrátit do Severní Ameriky a potvrdit „oddanost indiánů koruně, vést je ke skutečné víře a udržovat mezikmenový mír“.

### Druhá expedice
La Salle původně plánoval, že odpluje do Nové Francie, potom se vydá po souši na jih a do země Illinois a nakonec po řece Mississippi k jejímu ústí. Ludvík XIV. chtěl ale naštvat Španěly a trval na tom, aby La Salle proplul Mexickým zálivem, který Španělsko považovalo za své výlučné území. Přestože La Salle zprvu požadoval pouze jednu loď, 24. července 1684 opustil francouzskou La Rochelle hned se čtyřmi: s válečnou lodí Le Joly s 36 děly, s 300 tunovou obchodní lodí L'Aimable, s barkem La Belle a s kečem St. François. Ludvík XIV. poskytl Le Joly a La Belle, k tomu ale La Salle pronajal od francouzských obchodníků ještě lodě L'Aimable a St. François, aby získal více nákladního prostoru. Ludvík také poskytl 100 vojáků a celé posádky lodí a také prostředky na najmutí kvalifikovaných pracovníků, kteří se pak připojili k expedici. Obchodní zboží určené pro očekávaný styk s domorodými Američany musel La Salle nakoupit sám.
Lodě vezly celkem téměř 300 lidí, včetně vojáků a řemeslníků, šest katolických misionářů, osm obchodníků a více než tucet žen a dětí. Krátce po jejich odplutí, 15. srpna 1684, Francie a Španělsko ukončily vzájemnou nevraživost a Ludvík již neměl zájem vysílat La Salleovi další pomoc. Podrobnosti o cestě byly utajeny, aby se o nich Španělsko nedozvědělo. Následně vznikl svár mezi La Salleem a jeho námořním velitelem Sieurem de Beaujeu, který za těchto podmínek s pokračováním expedice nesouhlasil. Rozepře mezi nimi zesílila, když dorazili do Saint-Domingue na ostrově Hispaniola a nebyli schopni se dohodnout, kde zakotvit. Beaujeu s lodí Joly odplul do jiné části ostrova, čímž umožnil španělským korzárům zajmout loď St. François, která byla plně naložená zásobami pro kolonii.
Během 58denní plavby dva lidé zemřeli na nemoc a jedna žena porodila dítě. Plavba do Saint-Domingue trvala déle, než se očekávalo, a zásoby byly zejména po ztrátě St. François vyčerpány. La Salle měl málo peněz na jejich doplnění a nakonec dva z obchodníků na palubě expedice prodali část svého obchodního zboží ostrovanům a půjčili mu utržené peníze. La Salle také přijal k expedici několik ostrovanů, aby nahradil několik mužů, kteří dezertovali.
Na konci listopadu 1684, kdy se La Salle úplně vzpamatoval z těžké nemoci, pokračovaly tři zbývající lodě v hledání delty řeky Mississippi. Než opustili Saint-Domingue, místní námořníci je varovali, že silné proudy Mexického zálivu proudí na východ a pokud neudělají patřičnou korekci, budou lodě táhnout k Floridskému průlivu. 18. prosince se lodě dostaly do Mexického zálivu a vpluly do vod, které si nárokovalo Španělsko. Žádný z členů expedice nikdy v minulosti v Mexickém zálivu nebyl, a ani nevěděl, jak se v něm orientovat. Kvůli kombinaci nepřesných map, La Salleho předchozímu nesprávnému výpočtu zeměpisné šířky ústí řeky Mississippi a nadměrné korekci proudů se expedici nakonec najít Mississippi nepodařilo. Místo toho přistáli počátkem roku 1685 v zátoce Matagorda, 640 km západně od Mississippi.

## První osídlení

Královská francouzská standarta, před francouzskou revolucí běžně používána jako státní vlajka Francie

20. února 1865 se kolonisté poprvé po třech měsících od opuštění Saint-Domingue dostali na pevninu. Poblíž místa dnešního majáku na ostrově Matagorda zřídili dočasný tábor. Kronikář expedice Henri Joutel popsal svůj první pohled na Texas: „Země se mi nezdála příliš vlídná. Byla plochá a písčitá, i tak na ní rostla tráva. Bylo tam několik solných lagun. Sotva jsme viděli nějaké divoké ptactvo kromě nějakých jeřábů a kanadských hus, které nás nečekaly.“
Proti doporučení Beaujeua nařídil La Salle lodím La Belle a Aimable proplout úzkou a mělkou úžinou, aby se tak lodní zásoby dostaly blíže k táboru. Kvůli odlehčení lodi L'Aimable bylo odstraněno osm děl a malá část nákladu. Poté, co La Belle úspěšně proplula, La Salle poslal svého lodivoda na L'Aimable, aby pomohl s navigací, nicméně kapitán L'Aimable pomoc odmítl. Když Aimable vyplula, přiblížila se skupina Karankawů a některé z osadníků unesla. La Salle potom vedl malou skupinu vojáků, aby je zachránil, ale nestanovil, kdo bude řídit Aimable. Když se vrátil, našel Aimable uvízlou na písečné mělčině. Když se La Salle dozvěděl, že kapitán nařídil plout vpřed i poté, co najela na písčinu, došel k přesvědčení, že nechal loď uvíznout záměrně.

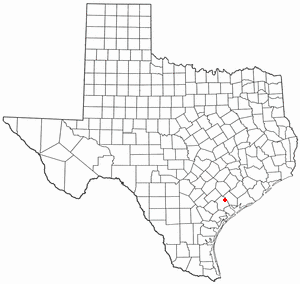
Přibližná poloha Pevnosti svatého Ludvíka, poblíž zátoky Matagorda na pobřeží Mexického zálivu v Texasu

Po několik dní se muži pokoušeli zachránit vybavení a zásoby umístěné na Aimable, ale silná bouře jim zabránila získat cokoliv dalšího než jídlo, děla, střelný prach a malé množství zboží. Loď se potopila 7. března a Francouzi se jen dívali, jak následně Karankawové vyplenili vrak. Když se potom francouzští vojáci přiblížili k indiánské vesnici, aby získali své zásoby zpět, vesničané se schovali. Při objevování opuštěné vesnice vojáci získali zpět nejen ukořistěné zboží, ale k tomu si ještě odnesli zvířecí kožešiny a dvě kánoe. Rozzlobení Karankawové reagovali útokem, při němž zabili dva Francouze a zranili několik dalších.
Beaujeu, který splnil své poslání doprovodit kolonisty přes oceán, se v polovině března 1685 vrátil zpět do Francie na palubě Joly. Mnoho kolonistů se rozhodlo vrátit do Francie spolu s ním, přičemž přibližně 180 zůstalo. Beaujeu sice doručil La Salleovu zprávu požadující další dodávky zásob, nicméně francouzské orgány na ní nezareagovaly, jelikož mezitím uzavřely mír se Španělskem. Zbývající kolonisté trpěli úplavicí a pohlavními chorobami a denně někteří umírali. Ti, kteří byli zdraví, pomohli postavit na ostrově Matagorda nahrubo udělaná obydlí a dočasnou pevnost.

### Pevnost
24. března 1685 vzal La Salle 52 mužů do pěti kánoí a jal se najít méně exponované místo pro osídlení. Našli malou řeku Garcitas, která měla sladkou vodu a ryby a na jejích březích byla dobrá půda. Pojmenovali ji Rivière aux Boeufs (Buvolí řeka) kvůli nedalekým stádům bizonů. Pevnost byla postavena na strmém návrší s výhledem na říčku, 1,5 ligy (cca 5 km) od jejího ústí. Dva muži zemřeli, když se pokoušeli rybařit – jeden na kousnutí chřestýše a další utonul. Některé noci Karankawové obklíčili tábor a vyli, ale vojáci je zastrašili několika výstřely. Pevnost byla někdy označována jako „Pevnost svatého Ludvíka“ (francouzsky „Fort St. Louis“), ale tento název nebyl během fungování osady používán a zdá se, že jde o pozdější smyšlenku.

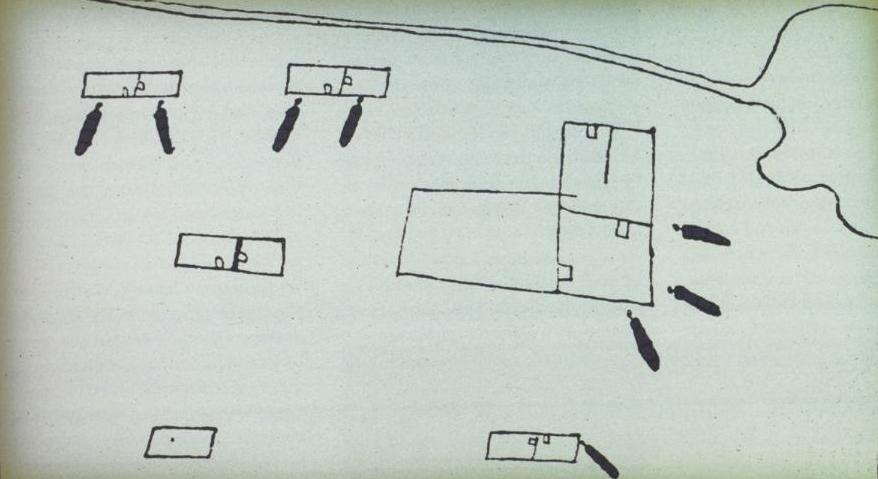
Mapa francouzské pevnosti nakreslená členem španělské expedice, která objevila francouzskou kolonii v roce 1689. Označuje řeku, struktury kolonie a umístění děl.

Na začátku června povolal La Salle zbytek kolonistů z dočasného tábořiště do nového sídla. Sedmdesát lidí započalo tuto 80 km dlouhou pozemní cestu 12. června. Z Belle musely být vytaženy všechny zásoby, což byl fyzicky vyčerpávající úkol, který byl nakonec dokončen až v polovině července. Poslední náklad byl vytažen 30 muži, kteří na místě zůstali, aby hlídali loď. Ačkoli poblíž základny rostly stromy, pro stavbu vhodné nebyly a dřevo tak muselo být přepravováno na staveniště z několika kilometrů vzdálených míst ve vnitrozemí. Trocha stavebního dřeva byla získána také z Aimable. Do konce července zemřela více než polovina osadníků, většinou kombinací nedostatečných přídělů a přepracování.
Zbývající osadníci postavili ve středu osady velkou dvoupodlažní budovu. Přízemí bylo rozděleno na tři místnosti: jednu pro La Salleho, jednu pro kněze a jednu pro důstojníky expedice. Horní patro sestávalo z jediné místnosti sloužící k uskladnění zásob. Kolem pevnosti bylo postaveno několik menších staveb, které poskytovaly útočiště ostatním členům expedice. Osm děl zachráněných z L'Aimable, z nichž každé vážilo od 320 do 540 kg, bylo rozmístěno kolem kolonie za účelem její obrany.

### Těžkosti

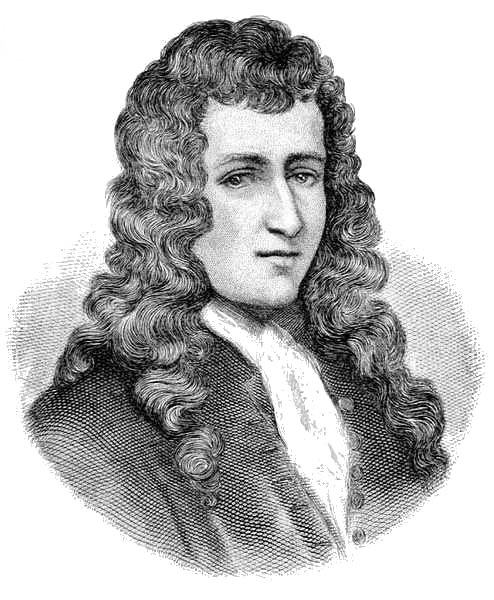
René-Robert Cavelier, Sieur de La Salle byl zabit v Texasu při pokusu o dosažení Nové Francie.

Několik měsíců po vybudování stálého tábora podnikali kolonisté krátké výpravy za poznáním svého okolí. Na konci října 1685 se La Salle rozhodl podniknout delší expedici a znovu naložil Belle mnoha zbývajícími zásobami. Vzal s sebou 50 mužů a 27 členů posádky a na místě nechal 34 mužů, žen a dětí. Většina mužů cestovala s La Salleem v kánoích a Belle je následovala dále od pobřeží. Po třech dnech cestování se dozvěděli, že v této oblasti jsou nepřátelští domorodci. Dvacet Francouzů proto zaútočilo na indiánskou vesnici, kde našli španělské artefakty. Několik mužů při této výpravě zemřelo na otravu jídlem a Karankawové zabili několik dalších, kteří se utábořili na břehu, včetně kapitána Belle.
Od ledna do března 1686 hledal La Salle s většinou svých mužů řeku Mississippi a putovali po souši směrem k Rio Grande, možná až na západ současného texaského města Langtry. Muži vyslýchali místní indiánské kmeny, žádali informace o přítomnosti Španělů a jejich dolů, nabízeli dary a vyprávěli příběhy, které vykreslovaly Španěly jako kruté a Francouze naopak jako dobročinné. Když se ale skupina vrátila, nebyli její členové schopni najít loď Belle a byli tak nuceni jít zpět k pevnosti pěšky.
Následující měsíc cestovali na východ v naději, že lokalizují Mississippi a vrátí se do Kanady. Během svých cest se skupina setkala s Caddy, kteří dali Francouzům mapu zobrazující jejich území a také území jejich sousedů a polohu řeky Mississippi. Caddové často uzavírali smlouvy o přátelství se sousedními národy a svou politiku mírového vyjednávání tehdy rozšířili i na Francouze. Při návštěvě Caddů se Francouzi setkali s obchodníky z kmene Jumano, kteří je zpravili o aktivitách Španělů v Novém Mexiku. Nicméně později informovali zase španělské úředníky, že viděli Francouze.
Když výprava dorazila k řece Neches, čtyři z mužů dezertovali. La Salle a jeden z jeho synovců těžce onemocněli, což skupinu přinutilo zastavit se na celé dva měsíce. Když se muži vzpamatovali, skupině už docházelo jídlo a střelný prach. V srpnu se osm přeživších členů expedice, kteří během této výpravy neopustili východní Texas, vrátilo do Pevnosti svatého Ludvíka.
Zatímco La Salle byl pryč, šest z těch, kteří během výpravy zůstávali na Belle, nakonec dorazilo do Pevnosti svatého Ludvíka a vypověděli, že nový kapitán Belle byl neustále opilý. Mnoho námořníků nevědělo, jak se plavit, a najeli na břeh poloostrova Matagorda. Přeživší vzali do pevnosti kánoe a loď nechali uvízlou na pobřeží. Zničení jejich poslední lodi tak osadníky uvěznilo na pobřeží Texasu bez jakékoliv naděje na získání pomoci francouzských kolonií v Karibském moři.
Na začátku ledna 1687 zůstalo v kolonii méně než 45 z původních 180 lidí, a ti byli sužováni neustálými spory. La Salle věřil, že jejich jedinou nadějí na přežití je doputovat po souši do Nové Francie a požádat tam o pomoc. Vedl tak závěrečnou expedici s cílem pokusit se dostat do země Illinois. Méně než 20 lidí zůstalo v Pevnosti svatého Ludvíka, zejména ženy, děti a ti, kteří byli považováni za nezpůsobilé, stejně jako sedm vojáků a tři misionáři, se kterými La Salle nebyl spokojen. Expedice, jež vyrazila 12. ledna, se účastnilo 17 lidí včetně La Sallea, jeho bratra a dvou jeho synovců. Vzali s sebou i několik koní, které získali na jedné z předchozích výprav, ale jejich nepraktické využití cestu spíše komplikovalo. Putování bylo velmi namáhavé a skupinu držel při životě především La Salleův šóníský sluha a lovec Nika, který obstarával zvěřinu. Ve výpravě rostlo napětí. Když se 18. března muži utábořili poblíž dnešní Navasoty, několik se jich pohádalo o rozdělení bizoního masa. Té noci dva členové expedice zabili ve spánku jednoho z La Salleových synovců a další dva muže. Následujícího dne byl zabit i La Salle. Ten s dalšími muži tábořil opodál, přišel vyšetřit zmizení svého synovce a Pierre Duhaut mu prostřelil hlavu. Boje vedly během krátké doby ke smrti dvou dalších členů expedice. Dva z přeživších členů, včetně Jeana L'Archevequea, se připojili ke Caddům. Zbývajících šest mužů (včetně La Salleova bratra) se pod vedením Henriho Joutela nakonec dostalo do země Illinois a dále do Kanady. Během cesty žádným francouzským kolonistům nesdělovali, že La Salle zemřel. Do Francie se dostali v létě 1688 a informovali krále Ludvíka o smrti La Salleho i o hrozných podmínkách v kolonii. Ludvík přesto žádnou pomoc neposlal.

## Reakce Španělska

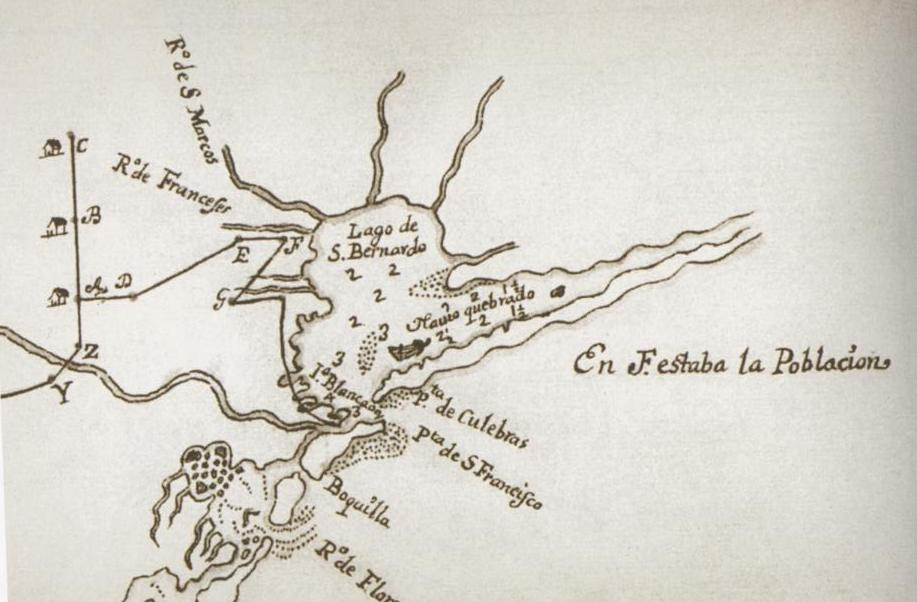
Carlos de Sigüenza y Góngora vytvořil tuto mapu zátoky Matagorda (Španělům známá jako zátoka San Bernardo) na základě náčrtků z expedice Alonsa De Leóna z roku 1689. Pevnost svatého Ludvíka je označena jako „F“ a La Belle je označena jako „Navío Quebrado“ neboli „zlomená loď“.

Španělský pirát a guarda costa Juan Corso zaslechl pověsti o kolonii již na jaře roku 1685. Vydal se ji zničit, ale jeho loď byla zcela rozbita v rozbouřeném moři a celá posádka zemřela. Poté zůstala La Salleho mise téměř utajená až do roku 1686, kdy byl za pirátství zatčen bývalý člen expedice Denis Thomas, který dezertoval v Santo Domingu. Ve snaze snížit si svůj trest Thomas informoval své španělské věznitele o La Salleho plánu založit kolonii a nakonec dobýt španělské stříbrné doly. Navzdory tomuto doznání byl Thomas oběšen.
Španělská vláda cítila, že francouzská kolonie by mohla být hrozbou pro španělské doly i přepravní trasy, a Válečná rada Karla II. si usmyslela, že „Španělsko potřebuje rychlou akci, aby odstranilo tento trn, který byl zapíchnut do srdce Ameriky. Čím větší zpoždění, tím hůře dosahovati úspěchu se bude.“ Španělé netušili, kde La Salleho hledat, a tak v roce 1686 vyslali hned tři expedice s cílem jeho kolonii najít – jednu námořní a dvě pozemní. Ačkoli ho expedice ho objevit nedokázaly, alespoň zúžily pátrání na oblast mezi Rio Grande a Mississippi. Ani čtyři další španělské výpravy v následujícím roce neuspěly, ale pomohly Španělsku alespoň lépe porozumět geografii pobřežních oblastí Mexického zálivu.
V roce 1688 vyslali Španělé další tři expedice, dvě po moři a jednu po zemi. Pozemní expedice vedená Alonsem De Leónem objevila Jeana Geryho, který opustil francouzskou kolonii a žil v jižním Texasu s Coahuiltecany. S pomocí Geryho jako překladatele a průvodce De León nakonec francouzskou pevnost koncem dubna 1689 našel. Pevnost i pět nahrubo postavených domů, které ji obklopovaly, už byly v troskách. Několik měsíců předtím zaútočili na osadu Karankawové, kteří zničili budovy a zanechali zde těla tří lidí, včetně ženy, která byla střelena do zad. Španělský kněz doprovázející De Leóna vykonal u těchto tří obětí pohřeb. Kronikář španělské expedice Juan Bautista Chapa napsal, že devastace byla Božím trestem za odpor proti papeži, protože papež Alexandr VI. udělil Nový svět výhradně Španělům. Zbytky pevnosti následně Španělé zničili a francouzská děla, která tu zůstala, zakopali do země. Španělé později v roce 1722 postavili na stejném místě vlastní pevnost.
Na počátku roku 1689 obdržely španělské úřady prosbu napsanou ve francouzštině. Průzkumníci z kmene Jumano obdrželi tyto dokumenty od Caddů s žádostí, aby je předali Španělům. Zahrnovaly nákres lodi na pergamenu a písemnou zprávu od Jeana L'Archevêquea. Zpráva zněla:
| „ | Nevím, jaký typ lidí jste. Jsme Francouzi [;] jsme mezi divochy [;] velmi bychom chtěli být mezi křesťany, jako jsme my [.] … velmi nás rmoutí být mezi takovými zvířaty, která nevěří ani v Boha, ani v cokoliv. Pánové, pokud jste ochotni nás vzít pryč, napište jen zprávu. … my k vám doputujeme. | “ |

De León následně zachránil L'Archevequea, a také jeho společníka Jacquesa Grolleta. Při výslechu muži tvrdili, že více než 100 francouzských osadníků zemřelo na pravé neštovice a ostatní byli zabiti domorodými Američany. Jediní lidé, o nichž je známo, že poslední útok přežili, byly děti, které si adoptovali Karankawové. Podle dětí byla osada napadena kolem Vánoc roku 1688 a všichni zbývající osadníci byli zabiti.

## Odkaz
Kolonii přežilo pouze 15 nebo 16 lidí. Šest se vrátilo do Francie, zatímco devět dalších zajali Španělé, včetně čtyř děti, které Karankawové ušetřili. Děti byly původně přivedeny k místokráli Nového Španělska, Condemu de Galve, který z nich udělal služebnictvo. Dva z chlapců, Pierre a Jean-Baptiste, se později vrátili do Francie. Ze zbývajících španělských zajatců se tři stali španělskými občany a usadili se v Novém Mexiku. Přestože francouzská kolonie byla zcela zničena, Španělsko se obávalo, že další francouzský pokus je nevyhnutelný. Kvůli tomu španělská koruna prvně povolila malé základny ve východním Texasu a v Pensacole. V roce 1722 postavili Španělé na místě bývalé Pevnosti svatého Ludvíka pevnost Presidio La Bahia a misii Nuestra Señora del Espíritu Santo de Zúñiga.

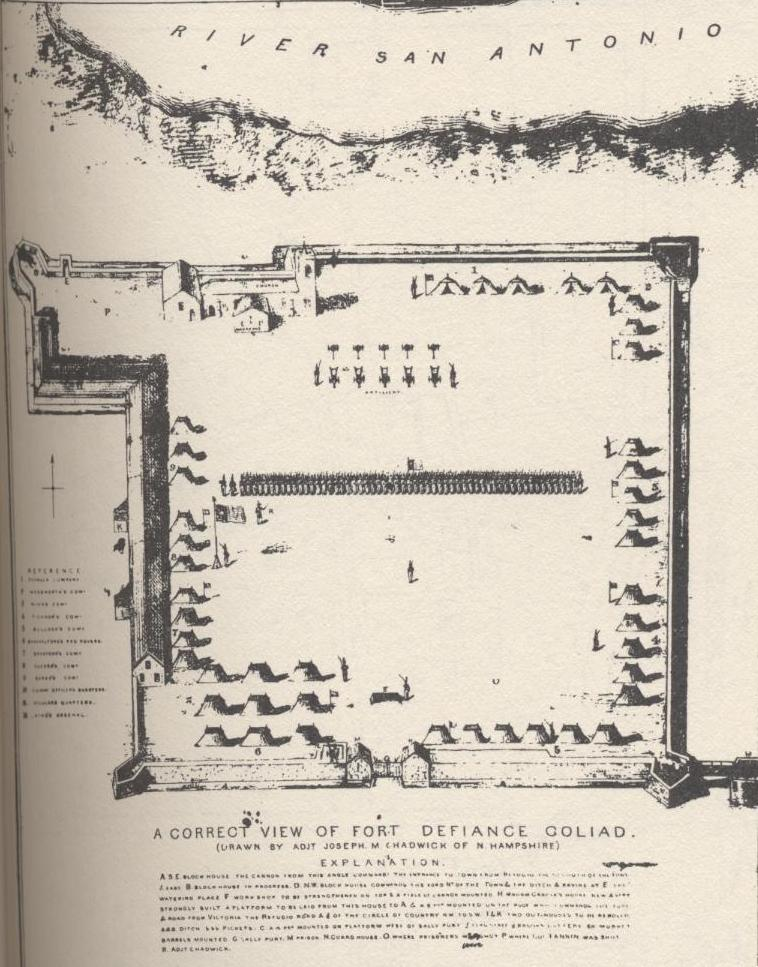
Mapa Presidio La Bahia nakreslená v roce 1836

Francie nepřestala uplatňovat své nároky na Texas až do 3. listopadu 1762, kdy ve smlouvě z Fontainebleau postoupila celé své území západně od řeky Mississippi Španělsku po své porážce od Velké Británie v sedmileté válce. Nová Francie připadla Británii. V roce 1803, tři roky poté, co Španělsko vrátilo Louisianu Francii, Napoleon prodal území Spojeným státům. Původní dohoda mezi Španělskem a Francií výslovně neurčovala hranice Louisiany a popisy v dokumentech byly nejednoznačné a rozporuplné. USA trvaly na tom, že nákup zahrnuje celé území, které si Francie nárokovala, včetně celého Texasu. Spor se táhl až do smlouvy Adams-Onís z roku 1819, ve které Španělsko postoupilo Floridu Spojeným státům výměnou za to, že se USA vzdají svého nároku na Texas.
Oficiální hranice Texasu byla stanovena na řece Sabine (současná hranice mezi Texasem a Louisianou) a pokračovala po řekách Red a Arkansas k 42. rovnoběžce (současná severní hranice Kalifornie).

## Archeologické vykopávky
V roce 1908 označil historik Herbert Eugene Bolton za lokaci Pevnosti svatého Ludvíka oblast podél Garcitas Creek poblíž zátoky Matagorda. Další historici, kteří se tématu věnovali před i po Boltonovi, tvrdili, že pevnost se nacházela na řece Lavaca v okrese Jackson. O pět desetiletí později financovala Texaská univerzita v Austinu částečné vykopávky místa určeného Boltonem, které je součástí ranče Keeran. Ačkoli se podařilo získat několik tisíc předmětů, archeologové nedokázali přesně rozlišit mezi francouzskými a španělskými artefakty 17. století a o nálezech nebyla nikdy vydána žádná zpráva. V 70. letech artefakty znovu přezkoumala Kathleen Gilmoreová, archeoložka ze Southern Methodist University. Zjistila, že zatímco většina byla španělských, některé artefakty průkazně odpovídaly francouzským a francouzsko-kanadským z vykopávek ze stejného časového období.
Na konci roku 1996 pracovníci keeranského ranče pomocí detektorů kovů lokalizovali osm litinových děl zakopaných poblíž Garcitas Creek. Po vykopání děl potvrdila Texaská historická komise (THC), že jsou z Pevnosti svatého Ludvíka. V roce 2000 byly při vykopávkách THC objeveny pozůstatky tří budov francouzské kolonie a tři hroby vykopané Španěly.

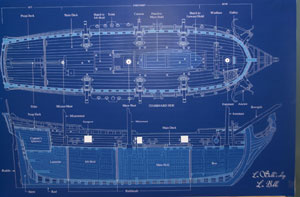
Moderní nákres lodi La Belle

Po celá desetiletí THC hledalo také trosky La Belle. Vrak byl objeven v zátoce Matagorda v roce 1995. Vědci ve vodách vykopali 359 kg vážící lité bronzové dělo, mušketové kulky, bronzové spony a korálky určené k obchodu. Velké části dřevěného trupu byly neporušené, chráněné před škodlivými účinky teplé slané vody vrstvami bahnitého sedimentu, který „v podstatě vytvořil kapsli bez kyslíku“. La Belle byl do té doby nejstarším francouzským vrakem lodi objeveným na západní polokouli. Aby archeologové mohli získat co nejvíce artefaktů, byla kolem lodi postavena ochranná hráz, která zadržela vodu a umožnila archeologům provádět vykopávky jako na souši. Jednalo se o první takovou hráz v Severní Americe využitou pro vykopávky ztroskotané lodi za sucha. Dříve podobné akce proběhly jen v Evropě, ale nikdy ne na tak velkých lodích, jako byla Belle.
Národní agentura pro podvodní a námořní činnost (NUMA) hledala mezi lety 1997 a 1999 také loď L'Aimable. Přestože bylo nalezeno slibné místo, nález byl pohřben pod více než 7,6 m písku a nebylo tak možné se k němu dostat a prozkoumat ho.